# Merlin (Albéniz)
Pour les articles homonymes, voir Merlin (homonymie).
Merlin est un opéra en trois actes d'Isaac Albéniz écrit entre 1897 et 1902. Basé sur la légende arthurienne, le livret en anglais est l'œuvre de Francis Money-Coutts, 5e Baron Latymer. Cette œuvre devait faire partie d'une trilogie arthurienne. Après avoir achevé le premier opus, Albéniz s'attelle à un second opéra Lancelot entre 1902 et 1903 mais délaisse la partition qui reste inachevée à sa disparition en 1909. Le troisième opus de la trilogie, Guinevere, Guenièvre en français, n'a même pas été ébauché.

## Contexte
Si Albéniz est célèbre pour ses œuvres pour piano, notamment la suite Iberia publiée entre en quatre livres de trois pièces entre 1906 et 1908, il tente d'acquérir une certaine notoriété comme compositeur d'opéra en ce début de XXe siècle. Alors installé à Londres et grâce à la collaboration et le soutien financier du riche héritier Francis Money-Coutts, il se lance dans la réalisation du premier volet d'une trilogie arthurienne, basée sur l'œuvre intitulée Le Morte d'Arthur de l'écrivain Thomas Malory écrit vers 1469.

## Influences
L'influence de Richard Wagner est perceptible, notamment par la présence dans l'œuvre de plusieurs interludes et deux longs préludes.

## Création
La seule partie de l'opéra entendue par Albéniz lui-même est le prélude d'ouverture. L'opéra est ensuite donné avec accompagnement piano en 1905 mais la partition n'est réellement donnée que le 18 décembre 1950 au théâtre Tivoli de Barcelone, dans une version tronquée et les textes en espagnol. La partition complète est créée en concert avec son livret d'origine en anglais le 20 juin 1998 à l'Auditorio Nacional de Madrid. Un enregistrement avec le ténor Plácido Domingo dans le rôle du roi Arthur est réalisé en 2000, avec le chef José de Eusebio, spécialiste du compositeur. Le succès de l'enregistrement provoque la création scénique de l'œuvre avec une mise en scène de John Dew au Teatro Real de Madrid, sous la baguette de José de Eusebio le 28 mai 2003, 101 ans après l'achèvement de la partition.

### Rôles
| Rôle                     | Correspondance           | Registre  | Création 28 mai 2003, José de Eusebio |
| ------------------------ | ------------------------ | --------- | ------------------------------------- |
| Merlin                   |                          | baryton   | David Wilson-Johnson                  |
| Morgan le Fay            | fée Morgane              | contralto | Éva Marton                            |
| King Arthur              | roi Arthur               | ténor     | Stuart Skelton                        |
| Nivian                   |                          | soprano   | Carol Vaness                          |
| Mordred                  |                          | baryton   | Ángel Ódena                           |
| King Lot of Orkney       | roi Lot des Orcades      | basse     | Victor Garcia Sierra                  |
| Gawain                   | Gauvain                  | ténor     | Ángel Rodriguez                       |
| Sir Ector de Maris       |                          | baryton   | Juan Tomás Martínez                   |
| Sir Pellinor             |                          | baryton   | Federico Gallar                       |
| Kay                      | Keu                      | ténor     | Eduardo Santamaría                    |
| Archbishop of Canterbury | archevêque de Canterbury | basse     | Stephen Morscheck                     |

## Enregistrements
- Carlos Álvarez, Plácido Domingo, Jane Henschel, Ana María Martínez, orchestre symphonique de Madrid dirigé par José de Eusebio, 1999, Decca 467 0962 7.